# Andrej Ľudovít Radlinský

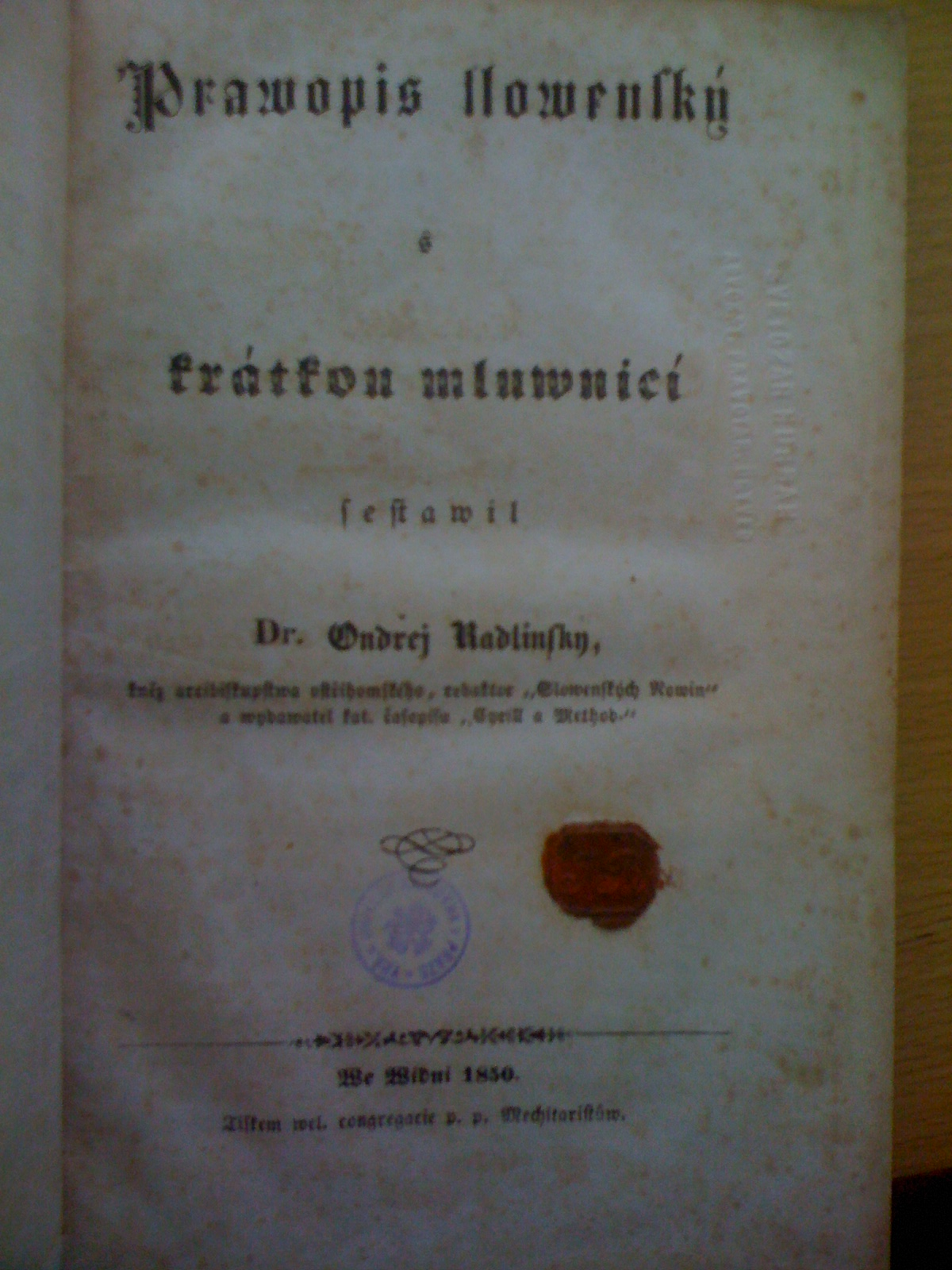
Slowensky prawopis s kratkou mluwnici, Ondrej Radlinsky

Andrej Ľudovít Radlinský (8. červenec 1817, Dolný Kubín – 26. duben 1879, Kúty) byl slovenský římskokatolický kněz, jazykovědec, pedagog, redaktor, fyzik, vydavatel, náboženský spisovatel, zakladatel Spolku sv. Vojtěcha, spoluzakladatel Matice slovenské. Měl pseudonym: Radolínský.

## Rodina
- otec Ondrej Radlinský
- matka Alžbeta Bernoláková

## Životopis
Studoval na gymnáziu v Ružomberku, Kremnici a v Budíně. V roce 1834 - 1836 studoval filozofii v Oláhově semináři v Trnavě a v semináři v Bratislavě. V roce 1836 - 1840 katedra teologii na univerzitě v Pazmáneu ve Vídni, vedle ní se věnoval i studiu jazykovědy a společenskovědních i exaktních předmětů. V roce 1841 získal doktorát (PhDr.), na univerzitě v Pešti 1841 - vysvěcen na kněze. Působil v Budíně a Zlatých Moravcích a déle i v Bánské Štiavnici, kde zřídil nedělní školy a organizoval spolky mírnosti. V roce 1852 vydal I. svazek prostonárodní bibliotéky, který obsahoval nauku o astronomii, zeměpise a přírodopise. Jeho pořizovatelem byl Maxmilián Jalovecký. Andrej Radlinský musel tajně opustit Slovensko a přesídlil do Vídně, kde spolupracoval s Janem Kollárem. Zde redigoval Slovenské noviny, vydával časopis Cyrill a Method, později s přílohou Přítel školy a literatury, Pešťbudínské znalosti, Katolické noviny.
Andrej Radlinský značně přispěl k vytváření české fyzikální terminologie. V padesátých až sedmdesátých letech 19. století svými všestrannými schopnostmi zasahoval do hospodářského a literárního života a má nezapomenutelné zásluhy při napomáhání rozvoje Slovenského školství, zejména při jeho záchraně. Aktivně se podílel na slovenském národním politickém hnutí, zastánce spolupráce obou konfesí, propagátor české a slovenské vzájemnosti, slavianofil jako jazykovědec ovlivnil vývoj a kodifikaci spisovné češtiny. Spoluzakladatel Matice slovenské a Spolku svatého Vojtěcha. Redaktor, vydavatel a sestavitel náboženských publikací. Zasloužil se o počeštění a později záchranu banskobystrického gymnázia, snažil se založení české právnické akademie v Banské Bystrici, nastolil i potřebu zřizování porodních sálů na Slovensku. Vydával různé školní pomůcky a příručky, jeho učebnice Školník byla významným prostředkem při pozdvižení úrovně vzdělání slovenského národa. Zemřel 26. dubna 1879 a pohřben je v Kútech.
Dílo Školník, které vydal v roce 1871 obsahovalo astronomii, zeměpis, přírodopis, domácí a polní hospodářství, ovocnářství, včelařství, hedvábnictví a nauku o právech a povinnostech občanských pro katolické elementární školy. Učebnice má 316 stran a 12 stran obrázků. Stavba Silozpytu čili fyziky tedy jedné části Školník:
1. O vlastnostech těles,
2. O prítažlivosti, tíži, těžišti a rovnováze,
3. O páčidle, vahách, kolovratu a jiných z kolovratu poskládaných strojích,
4. O povětří,
5. O plynech,
6. O vodě,
7. O lihu nebo silici,
8. O světle,
9. O teplotě,
10. O hromu,
11. O zvuku

## Ocenění
- Člen Arkádské akademie věd a umění (Arcas Romanus) v Říme.

## Památky
- Pamětní tabule na původním místě rodného domu (od S. Bíroš) v Dolním Kubíně.
- Hrob s náhrobníkem, sousoší od A. Kováčika a pamětní tabule na faře v Kútech.
- Část rukopisné pozůstalosti a fotodokumentačný materiál v literárním archivu Matice slovenské.

## Dílo
- Duchovný spevník katolícky..., Trnava, vydáno v roce 1882
- Pravopis slovenský s krátkou mluvnicí, Vídeň, vydáno v roce 1850
- Nečo zo všeobecného dejepisu..., Vídeň, vydáno v roce 1876